# Euphyia sturnularia
Euphyia sturnularia là một loài bướm đêm trong họ Geometridae.